# أشعث بن عبد الملك الحمراني
أشعث بن عبد الملك الحمراني البصري أبو هانئ الحمراني، مولى حمران مولى أمير المؤمنين عثمان، الإمام الفقيه الثقة، كنيته: أبو هانئ. يعد أشعث بن عبد الملك من أصحاب الحسن البصري، وكان أحد علماء البصرة قال يحيى القطان هو عندي ثقة مأمون ما أدركت أحدا من أصحاب محمد بن سيرين بعد ابن عون أثبت من أشعث الحمراني. وقال ابن حبان في الثقات: «كان فقيها متقنا» وحكى ابن شاهين عن عثمان بن أبي شيبة توثيقه. وقال ابن معين والنسائي: ثقة، وقال أبو زرعة: صالح، وقال أبو حاتم: «لا بأس به وهو أوثق من الحداني وأصلح من ابن سوار». وقال ابن عدي: «أحاديثه عامتها مستقيمة وهو ممن يكتب حديثه ويحتج به وهو في جملة أهل الصدق وهو خير من أشعث بن سوار بكثير» قال عمرو بن علي مات سنة: 142 هـ وقال ابن سعد وغيره سنة: 146 هـ.

## روايته للحديث
•روى عن: الحسن البصري، ومحمد بن سيرين وخالد الحذاء وعاصم الأحول وداود بن أبي هند ويونس ابن عبيد وبكر بن عبد الله المزني وغيرهم.
روى عنه: شعبة وهشيم وخالد بن الحارث وروح بن عبادة وحماد بن زيد وأبو عاصم ويحيى القطان ومعتمر بن سليمان ومحمد بن عبد الله الأنصاري وقريش بن أنس وغيرهم.
الجرح والتعديل:
قال الدارقطني: «أشعث عن الحسن ثلاثة الحمراني وهو ثقة وأشعث الحداني يعتبر به وأشعث بن سوار هو أضعفهم»
قال أحمد بن حنبل: «أشعث الحمراني كان صاحب سنة وكان عالما بمسائل الحسن الدقاق. هو بابة هشام بن حسان».
قال النسائي وغيره«ثقة».
وقال أبو حاتم: «لا بأس به هو أوثق من أشعث الحداني». 
قال الذهبي: ما علمت أحدا لينه وذكر ابن عدي له في كامله لا يوجب تليينه بوجه، نعم ما أخرجا له في الصحيحين كما لم يخرجا لجماعة من الأثبات.
وقال ابن المديني عن يحيى بن سعيد القطان: «ثقة مأمون».
وقال ابن معين عنه: «لم أدرك أحدا من أصحابنا أثبت عندي منه ولا أدركت أحدا من أصحاب ابن سيرين بعد بن عون أثبت منه وقال أيضا: لم ألق أحدا يحدث عن الحسن أثبت منه وقال أيضا: هو أحب إلينا من أشعث بن سوار».
•وقال البخاري: «كان يحيى بن سعيد وبشر بن المفضل يثبتون الأشعث الحمراني».
وقال أحمد بن حنبل: هو أحمد في الحديث من أشعث بن سوار. روى عنه شعبة وما كان أرضى يحيى بن سعيد عنه كان عالما بمسائل الحسن ويقال: ما روى يونس فقال: نثبت عن الحسن إنما أخذه عن أشعث بن عبد الملك وكذا حكى ابن معين والأنصاري عن شعبة نحو هذه القصة الأخيرة.
وقال الأنصاري عن بكر الأعنق استقبلني يونس بن عبيد فقلت أين تريد قال الأشعث أذاكره الحديث وقال الأنصاري عن أبي حرة: كان الأشعث إذا أتى الحسن يقول له يا أبا هانئ انشر بزك أي هات مسائلك.
وقال عمرو بن علي: سمعت معاذ بن معاذ يقول سمعت الأشعث يقول كل شيء حدثتكم عن الحسن فقد سمعته منه إلا ثلاثة أحاديث حديث زياد الأعلم عن الحسن عن أبي بكرة: "أنه ركع قبل أن يصل إلى الصف" وحديث عثمان البتي عن الحسن عن علي في "الملاص" وحديث حمزة الضبي عن الحسن: "أن رجلا قال: يا رسول الله متى تحرم علينا الميتة؟
وقال الفلاس: قال لي يحيى بن سعيد من أين جئت؟ قلت: من عند معاذ، فقال لي: في حديث من هو؟ قلت: في حديث ابن عون فقال: تدعون شعبة والأشعث وتكتبون حديث ابن عون كم تعيدون حديثه. وقال يحيى: لم يسمع أشعث هذا من إبراهيم النخعي.
قال معاذ بن معاذ سمعت الأشعث يقول كل شيء حدثتكم عن الحسن فقد سمعته منه إلا حديث الذي ركع قبل أن يصل إلى الصف وحديث علي في الخلاص وحديث يرسله أن رجلا قال يا رسول الله متى تحرم علينا الميتة قال إذا رويت من اللبن وحانت ميرة أهلك.
قال ابن عدي عامة أحاديثه مستقيمة وهو ممن يحتج به وهو خير من أشعث ابن سوار بكثير..

## مكانته العلمية

### فقهه
يعد أشعث الحمراني من أصحاب الحسن البصري ومحمد بن سيرين ومن أعلام الفقه، ذكره أبو إسحاق الشيرازي في طبقات الفقهاء في الطبقة الثالثة من فقهاء التابعين بالبصرة.
قال الأنصاري قال لي أشعث الحمراني لا تأت عمرو بن عبيد فإن الناس ينهون عنه وجاء عن يونس بن عبيد أنه أتى الأشعث يذاكره.
عن يحيى القطان عن أبي حرة قال كان أشعث الحمراني إذا أتى الحسن يقول له يا أبا هانئ انشر بزك انشر مسائلك قال القطان ما رأيت في أصحاب الحسن أثبت من أشعث وما أكثرت عنه ولكنه كان ثبتا.

## وفاته
وقال الفلاس مات سنة اثنتين وأربعين ومائة.